# 19 (음악 그룹)
19(ジューク 주쿠[*])는 오카히라 겐지와 이와세 게이고로 구성된 일본의 음악 그룹이다. 데뷔 초에는 326 (미츠루)가 비주얼 프로듀스와 작사를 담당한 멤버로 참가했었다. 2002년 3월에 해체했다.

## 멤버
- 오카히라 겐지
보컬, 기타, 하모니카담당. 해체 후 3B LAB.☆S, 솔로로 활동 중이다.
- 이와세 게이고
보컬, 기타담당. 지금은 솔로로 활동 중.

## 발자취
1997년, 오카히라 겐지와 이와세 게이고 둘이서 '소년 프렌드'를 결성하고 활동을 시작한다.
1998년 ,시모키타자와의 라이브하우스에서 삽화가 326과 만나 '19'를 결성하고 11월에 메이저 데뷔했다.
1999년, 3번째 싱글 "모두에"를 마지막으로 '326' 가 탈퇴하고 2명 이서 활동해 나간다.
2002년 3월, 해산했다.

## 음반 목록

### 싱글
|   | 발매일           | 제목                                                                                             | 최고순위 | 수록 음반 |
| - | ---------------- | ------------------------------------------------------------------------------------------------ | -------- | --------- |
| 1 | 1998년 11월 21일 | 아노 아오오 코에테 (あの紙ヒコーキ くもり空わって 그 푸름을 넘어서[*])                           | 27       | 온가쿠    |
| 2 | 1999년 3월 20일  | 아노 카미히코키 쿠모리조라왓테 (あの紙ヒコーキ くもり空わって 그 종이비행기 흐린 하늘 가르고[*]) | 6        | 온가쿠    |
| 3 | 1999년 10월 21일 | 스베테에 (すべてへ 모두에게[*])                                                                  | 1        | 무겐다이  |
| 4 | 2000년 4월 21일  | 하테노나이미치 (『果てのない道』 끝이 없는 길[*])                                                | 2        | 무겐다이  |
| 5 | 2000년 7월 5일   | 스이·리쿠·소라, 무겐다이 (水・陸・そら、無限大 물·땅·하늘, 무한대[*])                            | 2        | 무겐다이  |
| 6 | 2000년 11월 29일 | 하이케이 로만 (背景ロマン 배경 로망[*])                                                          | 4        | up to you |
| 7 | 2001년 4월 25일  | 아시아토 (足跡 발자국[*])                                                                        | 2        | up to you |
| 8 | 2001년 8월 22일  | 다이세츠나히토 (たいせつなひと 소중한 사람[*])                                                   | 3        | up to you |
| 9 | 2002년 3월 21일  | 단포포 (蒲公英 -たんぽぽ- 민들레속[*])                                                           | 2        |           |

### 정규 음반
| 제목                                                    | 최고순위 | 인정 (일본 레코드 협회) |
| ------------------------------------------------------- | -------- | ----------------------- |
| "코토바" (音楽 음악[*]) - 발매일: 1999년 7월 23일       | 2        | 밀리언                  |
| "무겐다이" (無限大 무한대[*]) - 발매일: 2000년 7월 26일 | 1        |                         |
| "up to you" - 발매일: 2001년 9월 27일                   | 2        |                         |

## 같이 보기
- 유즈: 같은 시기에 데뷔한 남성 2인조 포크 음악 그룹.